# Хартунг, Эрвин
Э́рвин Ха́ртунг (нем. Erwin Hartung, псевдонимы Эрнст Хартен и Ганс Хорстен; 4 марта 1901, Бромберг, Позен, ныне Польша — 25 января 1986, Дюссельдорф) — немецкий певец и театральный актёр. В 1930-е годы Хартунг был одним из самых записываемых певцов Германии.
Ещё в юношестве играл в театральных постановках и в опереттах; его основным амплуа был «поющий бонвиван». Начал карьеру в Городском театре Байрёйта, затем в городском театре Констанца и Бреслау, а в 1925 году переехал в Берлин, где выступал в ревю в Адмиралспаласте.
В 1929 году Хартунг впервые сделал студийную запись с оркестром Пауля Годвина. С тех пор было сделано несколько тысяч студийных звукозаписей с его участием (количество в разных источниках варьируется от 3000 до 5000), часть из них под псевдонимами (такими, как Эрнст Хартен или Ганс Хорстен).
В 1939—1946 годах был женат на известной в то время певице оперетты Маре Якиш. В браке родился сын Гёц.
Наряду со студийным исполнением песен Хартунг был успешным актёром театра и кино. Он сыграл главную роль в фильме «Гусарская любовь» (1932), также играл в фильмах «Детка, я рад твоему приходу» (1933, режиссёр Курт Геррон), «Институт брака „Ида и компания“» (1937) и др.
В 1936 году он впервые появился на телевидении (с оркестром Эмануэля Рамбура). После Второй мировой войны и до 1970-х годов Хартунг часто выступал на телевидении как исполнитель популярных песен и ролей в театральных постановках и телефильмах.